# Montevista
Montevista is een gemeente in de Filipijnse provincie Davao de Oro op het eiland Mindanao. Bij de laatste census in 2007 had de gemeente ruim 35 duizend inwoners.

## Geografie

### Bestuurlijke indeling
Montevista is onderverdeeld in de volgende 20 barangays:
| - Banagbanag - Banglasan - Bankerohan Norte - Bankerohan Sur - Camansi - Camantangan - Canidkid - Concepcion - Dauman - Lebanon | - Linoan - Mayaon - New Calape - New Cebulan - New Dalaguete - New Visayas - Prosperidad - San Jose - San Vicente - Tapia |

## Demografie
Montevista had bij de census van 2007 een inwoneraantal van 35.192 mensen. Dit zijn 1.967 mensen (5,9%) meer dan bij de vorige census van 2000. De gemiddelde jaarlijkse groei komt daarmee uit op 0,80%, hetgeen lager is dan het landelijk jaarlijks gemiddelde over deze periode (2,04%). Vergeleken met de census van 1995 is het aantal mensen met 3.287 (10,3%) toegenomen.

De bevolkingsdichtheid van Montevista was ten tijde van de laatste census, met 35.192 inwoners op 225 km², 156,4 mensen per km².